# Румшпринге
Румшпринге (нем. Rhumspringe) — община в Германии, в земле Нижняя Саксония.
Входит в состав района Гёттинген. Подчиняется управлению Гибольдехаузен. Население составляет 1939 человек (на 31 декабря 2010 года). Занимает площадь 9,36 км².
| Год  | Население |
| ---- | --------- |
| 1990 | 2049      |
| 1995 | 2069      |
| 2000 | 2134      |
| 2005 | 2059      |
| 2010 | 1972      |